# Esperance (villa)
Esperance es una villa ubicada en el condado de Schoharie en el estado estadounidense de Nueva York. En el año 2000 tenía una población de 380 habitantes y una densidad poblacional de 292.6 personas por km².

## Geografía
Esperance se encuentra ubicada en las coordenadas 42°45′44″N 74°15′34″O / 42.76222, -74.25944.

## Demografía
Según la Oficina del Censo en 2000 los ingresos medios por hogar en la localidad eran de $46,875, y los ingresos medios por familia eran $49,375. Los hombres tenían unos ingresos medios de $37,000 frente a los $26,042 para las mujeres. La renta per cápita para la localidad era de $17,985. Alrededor del 3.9% de la población estaban por debajo del umbral de pobreza.